# Mexikanischer Grizzlybär
Der Mexikanische Grizzlybär (Ursus arctos nelsoni), auch als Mexikanischer Silbergrizzly bezeichnet, ist eine taxonomisch umstrittene, ausgestorbene Unterart des Braunbären. Benannt wurde er nach dem US-amerikanischen Naturforscher Edward William Nelson, der einige Expeditionen der U. S. Biological Survey unterstützte. 

## Beschreibung
Der Mexikanische Grizzlybär war bei Ankunft der weißen Siedler neben dem Bison das zweitgrößte Säugetier Mexikos. Er erreichte eine Länge von 183 Zentimeter und ein durchschnittliches Gewicht von 318 Kilogramm. Wegen seiner silbrigen Fellfarbe wurde er oft „el oso plateado“ „der Silberne Bär“ genannt. Ansonsten ähnelte er in seiner Statur eher dem Schwarzbären als dem Braunbären.

## Vorkommen und Lebensraum
Der Mexikanische Grizzlybär bewohnte die nördlichen Territorien Mexikos, insbesondere die gemäßigten Grasländer und Kiefernwälder der Berge. Sein ursprüngliches Verbreitungsgebiet reichte von Arizona über New Mexico bis Mexiko.

## Nahrung und Lebensweise
Seine Nahrung bestand überwiegend aus Pflanzen, Früchten und Insekten. Gelegentlich fraß er auch Aas und kleine Säugetiere. Alle drei Jahre wurden ein bis drei Junge geboren.

## Aussterben
Bereits die Conquistadoren im 16. Jahrhundert kamen mit ihm in Kontakt, als Francisco Vásquez de Coronado im Jahre 1540 von Mexiko-Stadt auf seiner Suche nach den sieben goldenen Städten von Cibola nach New Mexico und zu den Buffalo Plains in Texas und Kansas marschierte. In den 1930er Jahren war er schon so stark geschossen, in Fallen gefangen und vergiftet, dass er nur noch im Bundesstaat Chihuahua in den isolierten Berginseln Cerro Campana, Santa Clara und Sierra del Nido 80 Kilometer nördlich von Chihuahua vorkam. Um das Jahr 1960 gab es nur noch 30 Exemplare. Während die mexikanische Regierung den gesetzlichen Schutz für diese Bären proklamierte, wurde er weiterhin von den Farmern getötet. Um das Jahr 1964 galt der Mexikanische Grizzlybär als ausgestorben. Nachdem angeblich im Jahre 1968 ein paar Exemplare auf einer Ranch am Oberlauf des Río Yaqui in der Provinz Sonora gesichtet wurden, startete der US-amerikanische Zoologe Dr. Carl B. Koford eine dreimonatige Suchaktion, die jedoch keinerlei Belege für eine Weiterexistenz dieser Bärenunterart brachte.